# Moliets-et-Maa
Moliets-et-Maa település Franciaországban, Landes megyében. Lakosainak száma 1303 fő (2022. január 1.). Moliets-et-Maa Léon, Messanges és Vielle-Saint-Girons községekkel határos.

## Népesség
A település népességének változása:
| Lakosok száma | 315  | 347  | 420  | 815  | 1053 | 1126 | 1170 | 1185 | 1225 | 1303 |
|               | 1968 | 1982 | 1990 | 2006 | 2013 | 2015 | 2017 | 2019 | 2020 | 2022 |